# Stefan Freudenberg
Stefan Freudenberg es un deportista alemán que compitió para la RFA en judo. Ganó una medalla de bronce en el Campeonato Mundial de Judo de 1989, en la categoría de –86 kg.

## Palmarés internacional
| Campeonato Mundial | Campeonato Mundial    | Campeonato Mundial | Campeonato Mundial |
| Año                | Lugar                 | Medalla            | Categoría          |
| ------------------ | --------------------- | ------------------ | ------------------ |
| 1989               | Belgrado (Yugoslavia) | Medalla de bronce  | –86 kg             |